# Ginnastica

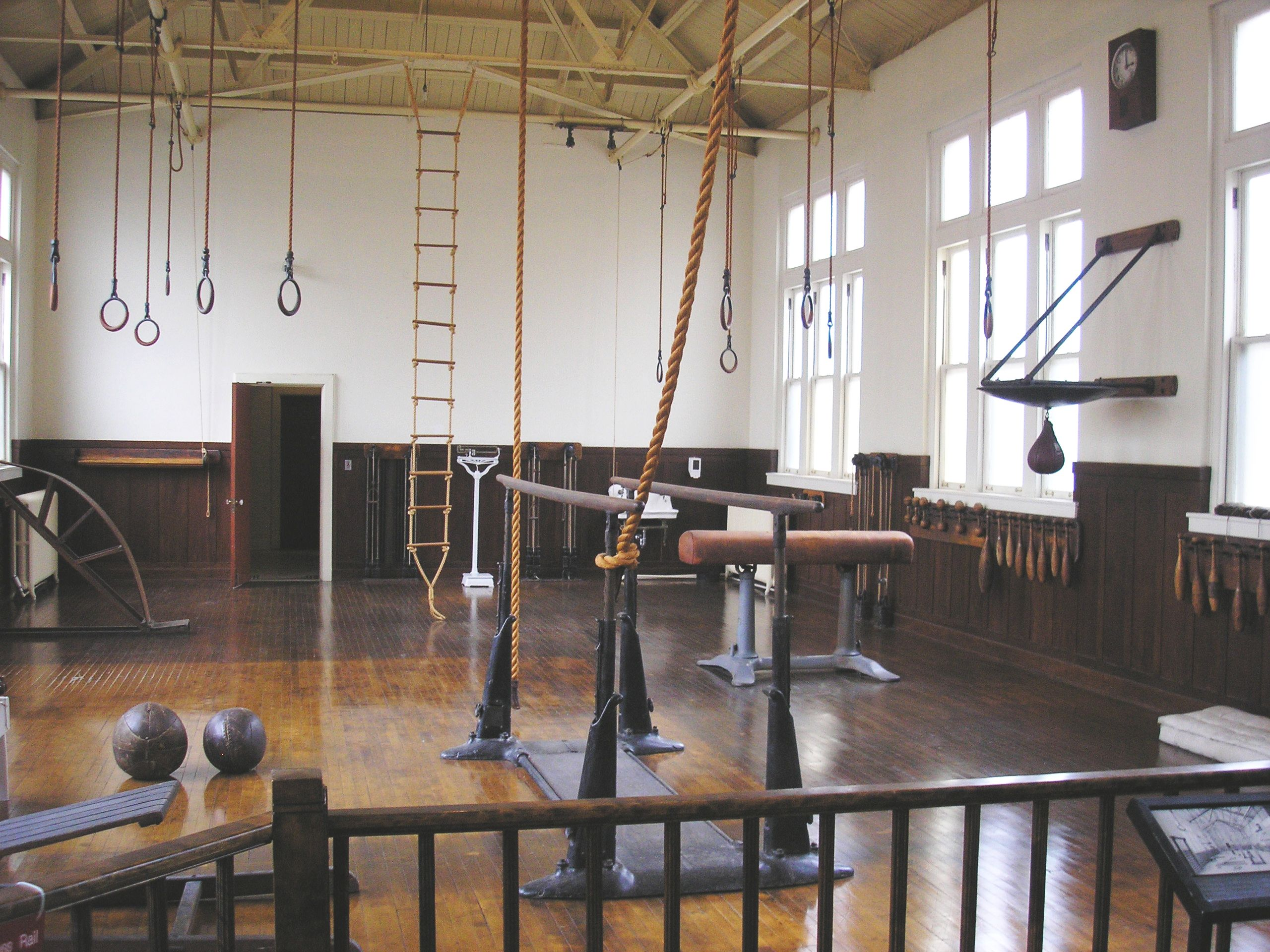
Palestra attrezzata per la ginnastica

Ginnastica è un termine che indica vari sport che prevedono l'esecuzione da parte degli atleti, detti ginnasti, di sequenze più o meno lunghe di movimenti che generalmente richiedono forza, elasticità e abilità cinestetica (la cosiddetta coordinazione).
La ginnastica è sicuramente uno degli sport più antichi: esso si è sviluppato a partire dagli esercizi che i soldati dell'antica Grecia eseguivano per rimanere in forma, dagli esercizi per migliorare l'abilità di salire e scendere da cavallo e dalle tecniche acrobatiche circensi.

## TIPOLOGIE
La ginnastica contemporanea è disciplinata principalmente dalla Federazione Internazionale di Ginnastica, che riconosce sei discipline ben distinte:
- Ginnastica artistica
- Ginnastica ritmica
- Trampolino elastico
- Ginnastica aerobica
- Ginnastica acrobatica
- Ginnastica per tutti
- Callistenia
- CrossFit

Esistono poi altre discipline ginniche non riconosciute dalla FIG, ma disciplinate da federazioni continentali o nazionali, come la ginnastica attrezzistica, la ginnastica estetica di gruppo, la ginnastica ritmica maschile, il TeamGym, il twirling, il tumbling.

## Le discipline olimpiche

### Ginnastica artistica
La ginnastica artistica è suddivisa non solo per la tipologia di esercizi, ma anche per le caratteristiche messe in risalto: la forza e la coordinazione per gli uomini, l'elasticità e la leggerezza per le donne.
Per le donne le modalità sono quattro: la trave, le parallele asimmetriche, il volteggio e il corpo libero; mentre per gli uomini sono sei: il corpo libero, il volteggio, la sbarra, le parallele simmetriche, il cavallo con maniglie e gli anelli

### Ginnastica ritmica
La ginnastica ritmica è nata riservata alle donne ma negli ultimi anni viene praticata anche con differenti attrezzi dagli uomini che però non possono ancora partecipare a gare olimpiche. Prevede esercizi a corpo libero, compiuti sempre con accompagnamento musicale, da eseguirsi però con l'ausilio di 5 attrezzi (il cerchio, la palla, la fune, le clavette ed il nastro).
Nell'esibizione la ginnastica ritmica dà molto risalto agli aspetti più legati alla danza, (ormai diventata indispensabile per la ginnastica ritmica) la componente estetica e quella coreografica, rispetto ad altri come forza e velocità. La specialità prevede anche una gara a squadre.
La ginnastica ritmica è disciplina olimpica ufficiale dal 1984.

### Trampolino elastico
La disciplina del trampolino elastico nacque nel XIX secolo e prevede che gli atleti eseguano una serie di evoluzioni acrobatiche in volo. I ginnasti saltano su di un tappeto elastico ed eseguono salti mortali e carpiati seguendo un programma obbligatorio ed uno libero.
Sono previste, ma non alle Olimpiadi, anche gare di trampolino sincronizzato. I due atleti impegnati, ognuno su di un trampolino devono cercare di curare anche l'aspetto coreografico e la sincronizzazione del loro esercizio.
Il trampolino elastico ginnico è diventato sport olimpico nel 2000 a Sydney.

## Le discipline dei giochi mondiali
Le discipline di ginnastica ammesse ai Giochi mondiali sono: ginnastica acrobatica, ginnastica aerobica, ginnastica ritmica, tumbling e ginnastica artistica.

### Ginnastica acrobatica
La ginnastica acrobatica è una disciplina in cui squadre maschili, femminili, o miste, organizzate in duo, trio, o quartetto (solo maschile), gareggiano a corpo libero eseguendo una serie di elementi acrobatici coordinati. Fa parte del programma dei Giochi mondiali fin dal 1993.

### Altre discipline
Tra le altre discipline della ginnastica si possono tenere conto:
- Ginnastica attrezzistica
- Ginnastica aerobica
- Ginnastica estetica di gruppo
- TeamGym
- Twirling